# Crash - Contatto fisico
Crash - Contatto fisico (Crash) è un film del 2004 diretto, co-scritto e prodotto da Paul Haggis con Sandra Bullock, Brendan Fraser, Don Cheadle e Matt Dillon.
Il lungometraggio tratta come tema fondamentale il razzismo, ma affronta anche sfaccettature del rapporto umano che non si possono racchiudere in una definizione semplicista. Ha ottenuto 6 candidature all'Oscar 2006, aggiudicandosi 3 statuette, quale miglior film, migliore sceneggiatura originale e miglior montaggio.

## Trama
A Los Angeles, il detective Graham Waters e la sua partner Ria sono coinvolti in una piccola collisione con un'auto guidata da Kim Lee. Mentre Ria e Kim Lee si scambiano insulti a sfondo razziale, Waters giunge sulla scena di un crimine, dove è stato rinvenuto il corpo di uno sconosciuto ragazzo, morto ed in attesa di venire identificato. Il film torna indietro di 48 ore per ricostruire la precedente catena di eventi.
Anthony e Peter, due giovani neri, rubano la macchina al procuratore distrettuale Rick Cabot e a sua moglie Jean. Mentre gli uomini si allontanano con il SUV, Peter mette sul cruscotto una statuetta di San Cristoforo, il santo patrono dei viaggiatori. I due passano accanto a Waters e Ria, che stanno indagando su un omicidio in un parcheggio di San Fernando Valley, durante il quale un poliziotto bianco sotto copertura, il detective Conklin, ha sparato a un poliziotto nero sotto copertura, il detective Lewis, senza che nessuno dei due sapesse che l'altro era un poliziotto. Una volta a casa, Cabot pensa che l'incidente del furto d'auto potrebbe costargli la rielezione, perché a prescindere da chi si schiererà, perderà il voto dei neri o quello della legge e dell'ordine. Il fabbro ispanico Daniel Ruiz sente Jean, che sospetta che Daniel sia un gangster, chiedere di cambiare di nuovo le serrature, appena installate dall'uomo.
Durante la ricerca del veicolo rubato ai Cabot, il sergente John Ryan ferma un SUV guidato da una ricca coppia di neri, il regista televisivo Cameron Thayer e sua moglie Christine. Pur sapendo che il veicolo non è quello che sta cercando, Ryan ferma la coppia sostenendo di aver visto Christine praticare una fellatio su Cameron mentre lui era alla guida. Durante l'arresto, Ryan perquisisce Christine e la molesta davanti a Cameron. Il collega più giovane di Ryan, l'agente Tom Hansen, osserva inorridito ma non interviene. Hansen si reca dal suo superiore, il tenente Dixon, per denunciare la condotta di Ryan e chiedere il trasferimento. Dixon, un uomo di colore, dice ad Hansen che una denuncia per razzismo danneggerebbe la sua stessa carriera e autorizza il trasferimento a condizione che la condotta di Ryan non venga menzionata. Ryan viene mostrato mentre vive con il padre malato, che non può ottenere l'assicurazione sanitaria. Al telefono, Ryan sfoga le sue frustrazioni sull'amministratrice di colore dell'HMO con cui parla. Quando il perito assicurativo non risponde abbastanza velocemente, Ryan mette in dubbio la sua competenza, affermando come uomini bianchi più qualificati non abbiano ottenuto il suo lavoro grazie all'azione positiva.
Nel SUV rubato, Anthony e Peter investono un uomo di origine asiatica mentre superano un furgone parcheggiato: i due raccolgono il ferito e lo abbandonano davanti a un ospedale. Nel frattempo Waters, che ha una relazione con Ria, litiga con lei quando fa un'osservazione casuale sul fatto che il Messico è il suo paese d'origine, e Ria gli ricorda con rabbia che suo padre è in realtà di Porto Rico e sua madre di El Salvador. Waters va a trovare la madre, che gli chiede di trovare il fratello minore scomparso. In seguito, Ryan si imbatte in un incidente stradale e in un veicolo ribaltato: nel tentativo di salvare il passeggero, Ryan vede che si tratta di Christine, che riconosce l'agente dal loro precedente incidente e che si oppone ferocemente al suo aiuto. Ryan riesce a tirarla fuori dall'auto poco prima che questa venga avvolta da una palla di fuoco. Mentre Christine viene soccorsa dai paramedici, la donna fissa Ryan, il suo molestatore.
Waters viene convocato a un incontro con il procuratore Flanagan, che gli comunica che gli Affari Interni vogliono imprigionare Conklin. Waters ha le prove che Lewis potrebbe essere coinvolto in un traffico di droga, ma Flanagan promette a Waters un lavoro come investigatore capo di Cabot, oltre alla cancellazione della fedina penale del fratello, in cambio della sua collaborazione. In una conferenza stampa, Waters conferma a malincuore che l'omicidio è stato commesso per motivi razziali. Anthony e Peter rubano un altro furgone, che appartiene a Cameron. Cameron reagisce e Peter fugge dalla scena prima che si avvicini un'auto della polizia. Cameron e Anthony si allontanano e ne nasce un inseguimento con Hansen tra gli agenti. Quando la polizia femra il SUV, Hansen riconosce Cameron e, in preda al rimorso per l'arresto precedente, chiede che Cameron venga lasciato andare con un avvertimento. Anthony, che si era nascosto durante lo scambio, viene accompagnato da Cameron a una fermata dell'autobus.
Più tardi, quella sera, mentre Hansen è fuori servizio, raccoglie Peter in autostop. Durante il viaggio Peter si mette le mani in tasca e Hansen, pensando che stia prendendo una pistola, gli spara. Peter crolla a terra morto, rivelando che stava solo cercando la sua statuetta di San Cristoforo. Hansen nasconde il corpo in alcuni cespugli e brucia la sua auto. Waters e Ria arrivano in seguito sulla scena e si scopre che il cadavere è quello di Peter, il fratello di Waters, la cui madre, affranta dal dolore, lo incolpa della morte di Peter. 
Anthony si imbatte nel furgone bianco di prima con le chiavi ancora inserite nell'accensione. Ruba il furgone e lo porta in un'officina, dove si scopre che sul retro sono incatenati degli immigrati cambogiani. Il furgone apparteneva infatti a Kim Lee e a suo marito (l'uomo che Anthony e Peter avevano investito per sbaglio), il che significa che erano coinvolti nel traffico di esseri umani. Il proprietario del negozio offre ad Anthony 500 dollari per ogni immigrato, ma Anthony rifiuta: dopo aver portato i cambogiani a Chinatown e averli liberati, passa accanto a un tamponamento. Uno dei conducenti si rivela essere il perito dell'assicurazione con cui Ryan aveva precedentemente discusso, mentre l'altro è un uomo asiatico: tra i due conducenti scoppia uno scambio di insulti a sfondo razziale.

## Slogan promozionali
- «You think you know who you are. You have no idea.»
- «Live your life at the point of impact.»
- «When you are moving at the speed of life, we are bound to collide with each other.»
- «Quando ti muovi alla velocità della vita... scontrarsi è inevitabile.»

## Produzione
Le riprese del film sono state effettuate dall'8 dicembre 2003 al 31 gennaio 2004, interamente nella città di Los Angeles. A causa dei vincoli finanziari, il regista Paul Haggis ha utilizzato come location per alcune parti del film la sua casa e la sua auto.

## Accoglienza

### Critica
Il film ha ricevuto recensioni generalmente positive. Il sito Rotten Tomatoes ha riportato un punteggio del 74% con una valutazione media di 7,2 su 10 basata su 242 recensioni, mentre Metacritic gli ha dato un punteggio medio di 66 su 100 basato su 36 giudizi. Roger Ebert ha dato al film 4 stelle su 4 e lo descrive come "Un film di intenso fascino" e lo ha definito il miglior film del 2005. Il film si classifica al numero 460 nella rivista Empire, nell'elenco stilato nel 2008, dei 500 film migliori di tutti i tempi.

### Botteghino
Crash venne mostrato una prima volta il 10 settembre 2004 al Toronto International Film Festival. Successivamente uscì nei cinema Usa dal 6 maggio 2005, e fu un successo di botteghino nella tarda primavera del 2005. Il film, dal budget di $ 6.5 milioni (oltre a $ 1 milione di finanziamento), incassò $ 53.4 milioni solamente in patria, rendendo più di sette volte il suo costo. Nonostante ciò, Crash è stato il film con meno incassi, al botteghino nazionale, a vincere l'Oscar come miglior film dai tempi de L'ultimo imperatore nel 1987. In Italia la pellicola uscì dall'11 novembre 2005.

## Struttura
Crash - Contatto Fisico è un film composto da una moltitudine di storie, che si intrecciano tra di loro. Si tratta di un dramma che inizia con una serie di storie indipendenti e, successivamente, il destino le fa incrociare. Il film inizia con un flashforward, e dopo "appare", in visione, il giorno precedente. Quindi, la prima scena, l'omicidio di un giovane afro-americano sul ciglio di una strada di Los Angeles, mostra la fine del film, senza darci la relazione tra i personaggi principali. Mentre i minuti passano, le varie storie sono piene di emozioni causate da discriminazioni ingiuste e personaggi con un grande pregiudizio.
Ogni storia, legata a uno spazio, uno scenario specifico, mostra come un evento ne attivi un altro, e così via per oltre 100 minuti. Inizialmente, dopo il flashforward, Paul Haggis presenta i personaggi con i loro rispettivi problemi. Poi la trama si dipana e collega le storie dei personaggi precedentemente presentati. Infine, conclude la rete chiudendo tutti gli eventi facendoci sapere il rapporto tra i personaggi e il significato del flashforward nei primi minuti del film. Il film tratta argomenti come razzismo, rabbia, speranza, morte, corruzione, intolleranza, sacrificio e tragedia, tra gli altri, la fine lascia la trama del film chiusa, ma aperta alla discussione sull'attualità di questi temi.

## Riconoscimenti
- 2006 - Premio Oscar
  - Miglior film a Paul Haggis e Cathy Schulman
  - Migliore sceneggiatura originale a Paul Haggis e Robert Moresco
  - Miglior montaggio a Hughes Winborne
  - Candidatura Migliore regia a Paul Haggis
  - Candidatura Miglior attore non protagonista a Matt Dillon
  - Candidatura Miglior canzone (In The Deep) a Kathleen York e Michael Becker
- 2006 - Golden Globe
  - Candidatura Miglior attore non protagonista a Matt Dillon
  - Candidatura Migliore sceneggiatura a Paul Haggis e Robert Moresco
- 2006 - Premio BAFTA
  - Miglior attrice non protagonista a Thandie Newton
  - Migliore sceneggiatura originale a Paul Haggis e Robert Moresco
  - Candidatura Miglior film a Cathy Schulman, Don Cheadle e Bob Yari
  - Candidatura Miglior regia a Paul Haggis
  - Candidatura Miglior attore non protagonista a Matt Dillon
  - Candidatura Miglior attore non protagonista a Don Cheadle
  - Candidatura Migliore fotografia a J. Michael Muro
  - Candidatura Miglior montaggio a Hughes Winborne
  - Candidatura Miglior sonoro a Richard Van Dyke, Sandy Gendler, Adam Jenkins e Marc Fishman
- 2006 - Screen Actors Guild Awards
  - Miglior cast
  - Candidatura Miglior attore non protagonista a Matt Dillon
  - Candidatura Miglior attore non protagonista a Don Cheadle
- 2005 - Critics' Choice Movie Award
  - Miglior cast
  - Miglior sceneggiatore a Paul Haggis
  - Candidatura Miglior film
  - Candidatura Migliore regia a Paul Haggis
  - Candidatura Miglior attore non protagonista a Matt Dillon
  - Candidatura Miglior attore non protagonista a Terrence Howard
- 2005 - Chicago Film Critics Association Award
  - Miglior film
  - Migliore sceneggiatura a Paul Haggis e Robert Moresco
  - Candidatura Miglior attore non protagonista a Terrence Howard
  - Candidatura Miglior attore non protagonista a Matt Dillon
  - Candidatura Miglior performance rivelazione a Ludacris
- 2006 - David di Donatello
  - Miglior film straniero a Paul Haggis
- 2006 - Empire Award
  - Migliore attrice protagonista a Thandie Newton
  - Candidatura Miglior film
  - Candidatura Miglior attore protagonista a Matt Dillon
  - Candidatura Miglior scena (Il Salvataggio della macchina)
- 2005 - European Film Award
  - Candidatura Miglior film internazionale a Paul Haggis
- 2006 - Independent Spirit Award
  - Miglior film d'esordio
  - Miglior attore non protagonista a Matt Dillon
- 2005 - Las Vegas Film Critics Society Award
  - Miglior attore non protagonista a Matt Dillon
  - Miglior sceneggiatura a Paul Haggis e Robert Moresco
  - Candidatura Miglior film
- 2005 - National Board of Review Award
  - Migliori dieci film
  - Miglior performance rivelazione maschile a Terrence Howard
- 2005 - Satellite Award
  - Miglior cast
  - Candidatura Migliore sceneggiatura originale a Paul Haggis e Robert Moresco
  - Candidatura Miglior canzone (In The Deep)
- 2007 - Awards of the Japanese Academy
  - Candidatura Miglior film straniero
- 2005 - British Independent Film Award
  - Candidatura Miglior film straniero
- 2006 - Central Ohio Film Critics Association Award
  - Candidatura Miglior film
  - Candidatura Attore dell'anno a Terrence Howard
- 2006 - London Critics Circle Film Award
  - Attrice britannica non protagonista dell'anno a Thandie Newton
  - Sceneggiatore dell'anno a Paul Haggis e Robert Moresco
  - Candidatura Film dell'anno
  - Candidatura Regista dell'anno a Paul Haggis
  - Candidatura Attore dell'anno a Don Cheadle
- 2005 - New York Film Critics Circle Awards
  - Candidatura Miglior attore non protagonista a Terrence Howard
- 2005 - Phoenix Film Critics Society Award
  - Migliore regia a Paul Haggis
  - Miglior cast
  - Migliore sceneggiatura originale a Paul Haggis e Robert Moresco
- 2006 - Premio Robert
  - Candidatura Miglior film statunitense a Paul Haggis
- 2005 - Southeastern Film Critics Association Award
  - Migliore sceneggiatura originale a Paul Haggis e Robert Moresco
  - Candidatura Miglior film
- 2005 - Teen Choice Awards
  - Candidatura Miglior rapper a Ludacris
- 2006 - Teen Choice Awards
  - Candidatura Miglior attore in un film d'azione/di avventura/drammatico a Terrence Howard
  - Candidatura Miglior attore in un film d'azione/di avventura/drammatico a Ludacris
- 2005 - AFI Award
  - Film dell'anno a Paul Haggis e Cathy Schulman
- 2006 - ALMA Award
  - Miglior attore a Michael Peña
- 2006 - Eddie Award
  - Miglior montaggio in un film drammatico a Hughes Winborne
- 2006 - BET Award
  - Miglior attore a Terrence Howard
  - Candidatura Miglior attore a Ludacris
  - Candidatura Miglior attore a Don Cheadle
  - Candidatura Miglior attrice a Thandie Newton
- 2005 - Boston Society of Film Critics Awards
  - Candidatura Miglior film d'esordio a Paul Haggis
  - Candidatura Miglior cast
- 2005 - Artios Award
  - Miglior casting per un film drammatico a Sarah Finn e Randi Hiller
- 2005 - Dallas-Fort Worth Film Critics Association Award
  - Miglior attore non protagonista a Matt Dillon
  - Candidatura Miglior film
  - Candidatura Miglior regia a Paul Haggis
- 2005 - Festival del cinema americano di Deauville
  - Grand Prix a Paul Haggis
- 2006 - DGA Award
  - Candidatura Miglior regia a Paul Haggis
- 2006 - Edgar Award
  - Candidatura Migliore sceneggiatura a Paul Haggis e Robert Moresco
- 2006 - Golden Trailer Awards
  - Candidatura Miglior film indipendente
- 2005 - Golden Trailer Awards
  - Candidatura Miglior voce fuori campo
- 2006 - Gotham Award
  - Candidatura Miglior cast
- 2005 - Hollywood Film Festival
  - Miglior regista all'avanguardia a Paul Haggis
  - Miglior cast
- 2006 - NAACP Image Award
  - Miglior film
  - Miglior attore non protagonista a Terrence Howard
  - Candidatura Miglior attore non protagonista a Don Cheadle
  - Candidatura Miglior attore non protagonista a Ludacris
  - Candidatura Miglior attore non protagonista a Larenz Tate
  - Candidatura Miglior attrice non protagonista a Thandie Newton
- 2005 - Irish Film and Television Award
  - Candidatura Miglior film internazionale
- 2006 - Golden Reel Award
  - Candidatura Miglior montaggio sonoro (Dialoghi)
- 2006 - WGA Award
  - Miglior sceneggiatura a Paul Haggis e Robert Moresco
- 2005 - African-American Film Critics Association
  - Miglior film
  - Migliori dieci film
- 2006 - Art Directors Guild
  - Candidatura Migliore scenografia a Laurence Bennett e Brandee Dell'Aringa
- 2006 - Austin Film Critics Association
  - Miglior film
  - Migliore regia a Paul Haggis
  - Miglior performance maschile a Terrence Howard
- 2005 - Awards Circuit Community Awards
  - Miglior cast
  - Miglior sceneggiatura originale a Paul Haggis e Robert Moresco
  - Miglior montaggio a Hughes Winborne
  - Candidatura Miglior film
  - Candidatura Miglior attore non protagonista a Matt Dillon
  - Candidatura Miglior attrice non protagonista a Thandie Newton
- 2005 - Black Movie Award
  - Miglior film a Don Cheadle, Paul Haggis, Mark R. Harris, Robert Moresco, Cathy Schulman e Bob Yari
  - Candidatura Miglior attore protagonista a Don Cheadle
  - Candidatura Miglior attore non protagonista a Ludacris
  - Candidatura Miglior attore non protagonista a Terrence Howard
  - Candidatura Miglior attrice non protagonista a Loretta Devine
  - Candidatura Miglior attrice non protagonista a Thandie Newton
- 2006 - Black Reel Award
  - Miglior film
  - Miglior attore non protagonista a Terrence Howard
  - Miglior cast
  - Candidatura Miglior attore protagonista a Don Cheadle
  - Candidatura Miglior attore non protagonista a Ludacris
  - Candidatura Miglior attrice non protagonista a Thandie Newton
- 2006 - Capri Award
  - Capri Screenwriting Award a Robert Moresco
- 2006 - Cinema Audio Society
  - Candidatura Miglior sonoro a Marc Fishman, Adam Jenkins, Rick Ash e Richard Van Dyke
- 2007 - Cinema Brazil Grand Prize
  - Candidatura Miglior film straniero
- 2007 - Cinema Writers Circle Award
  - Miglior film straniero
- 2006 - Florida Film Critics Circle Award
  - Pauline Kael Breakout Award a Terrence Howard
- 2006 - Gold Derby Awards
  - Miglior cast
  - Miglior sceneggiatura originale a Paul Haggis e Robert Moresco
  - Candidatura Miglior film a Paul Haggis e Cathy Schulman
  - Candidatura Miglior attore non protagonista a Matt Dillon
  - Candidatura Miglior attore non protagonista a Terrence Howard
  - Candidatura Miglior attrice non protagonista a Thandie Newton
  - Candidatura Miglior montaggio a Hughes Winborne
  - Candidatura Miglior canzone originale (In the Deep) a Kathleen York e Michael Becker
- 2005 - Golden Schmoes Awards
  - Miglior sceneggiatura a Paul Haggis e Robert Moresco
  - Candidatura Miglior film
  - Candidatura Sorpresa più grande dell'anno
  - Candidatura Miglior attore non protagonista a Matt Dillon
  - Candidatura Miglior attrice non protagonista a Thandie Newton
  - Candidatura Performance rivelazione dell'anno a Terrence Howard
  - Candidatura Scena più memorabile (Il mantello)
- 2006 - Humanitas Prize
  - Humanitas Prize a Paul Haggis e Robert Moresco
- 2006 - Italian Online Movie Awards
  - Candidatura Miglior cast
  - Candidatura Miglior attore non protagonista a Matt Dillon
  - Candidatura Miglior attrice non protagonista a Thandie Newton
  - Candidatura Miglior sceneggiatura originale a Paul Haggis e Robert Moresco
  - Candidatura Miglior montaggio a Hughes Winborne
- 2005 - New York Film Critics, Online
  - Migliori film
  - Miglior regista debuttante a Paul Haggis
  - Miglior performance rivelazione a Terrence Howard
  - Miglior sceneggiatura a Paul Haggis
- 2006 - Online Film & Television Association
  - Candidatura Miglior cast
  - Candidatura Miglior attore non protagonista a Matt Dillon
  - Candidatura Miglior sceneggiatura originale a Paul Haggis e Robert Moresco
  - Candidatura Miglior canzone originale (In the Deep) a Michael Becker e Kathleen York
- 2006 - Online Film Critics Society Award
  - Miglior regista d'esordio a Paul Haggis
  - Candidatura Miglior film
  - Candidatura Miglior attore non protagonista a Matt Dillon
  - Candidatura Migliore sceneggiatura originale a Paul Haggis e Robert Moresco
- 2006 - PGA Award
  - Candidatura Miglior produttore a Paul Haggis e Cathy Schulman
- 2006 - Political Film Society
  - Candidatura Premio per l'esposizione
- 2005 - St. Louis Film Critics Association
  - Candidatura Miglior sceneggiatura a Paul Haggis e Robert Moresco
- 2006 - Vancouver Film Critics Circle
  - Miglior attore non protagonista a Terrence Howard
  - Candidatura Miglior attore non protagonista a Matt Dillon
- 2005 - Washington DC Area Film Critics Association Award
  - Miglior cast
  - Migliore sceneggiatura originale a Paul Haggis e Robert Moresco
  - Candidatura Miglior film
  - Candidatura Miglior attore non protagonista a Matt Dillon
  - Candidatura Miglior attore non protagonista a Terrence Howard

## Home video
Crash - Contatto Fisico è stato pubblicato in DVD il 6 settembre 2005. La Director's Cut è di tre minuti in più rispetto alla versione cinematografica. È stato l'ultimo film vincitore del premio Oscar come miglior film ad essere distribuito in formato VHS. È stato anche il primo vincitore dell'Oscar al miglior film in uscita in Blu-ray Disc negli USA, il 27 giugno 2006.

## Serie TV
Dal film è stata tratta una serie televisiva, Crash, trasmessa su Starz. La serie è interpretata da Dennis Hopper, un produttore discografico di Los Angeles, e di come la sua vita è collegata ad altri personaggi della città, tra cui un ufficiale di polizia (Ross McCall) e la sua compagna poliziotta (Arlene Tur). Il cast è composto da una madre di Brentwood (Clare Carey), suo marito venditore immobiliare (DB Sweeney), l'ex membro di una gang (Brian Tee), una taxista (Jocko Sims), un guatemalteco immigrato (Luis Chavez) e un detective (Nick Tarabay).